# Балаклава (графство Грей)
Балаклава — громада в муніципалітеті Міфорд в окрузі Грей, Онтаріо, Канада. Це приблизно 17 кілометрів (11 миль) на північний захід від центру міста Міфорд і 18 кілометрів (11 миль) на північний схід від міста Оуен-Саунд, приблизно 2,5 кілометра (1,6 милі) вглиб острова Оуен-Саунд на затоці Джорджіан, озеро Гурон.
Балаклава, заселена на початку 1850-х років шотландськими іммігрантами, виросла навколо млина, заснованого Джорджем Скоттом. Більшість поселенців прибула внаслідок депортації шотландських горців та/або картопляного голоду (1846—1857). Балаклава спочатку була розташована на ділянці 3, концесія B, і на ділянці 4, концесія C містечка Сіденхем в окрузі Грей. Поступово село перемістилося на милю з чвертю на південь до свого теперішнього місця на перехресті округу Грей-роуд 20 і Сайд-роуд 8. Його назва, ймовірно, походить від Кримської війни (1853—1856) і Балаклавської битви, яка відбулася 25 жовтня 1854 року і в якій загинуло багато шотландських солдатів.

## Ранні підприємства та послуги

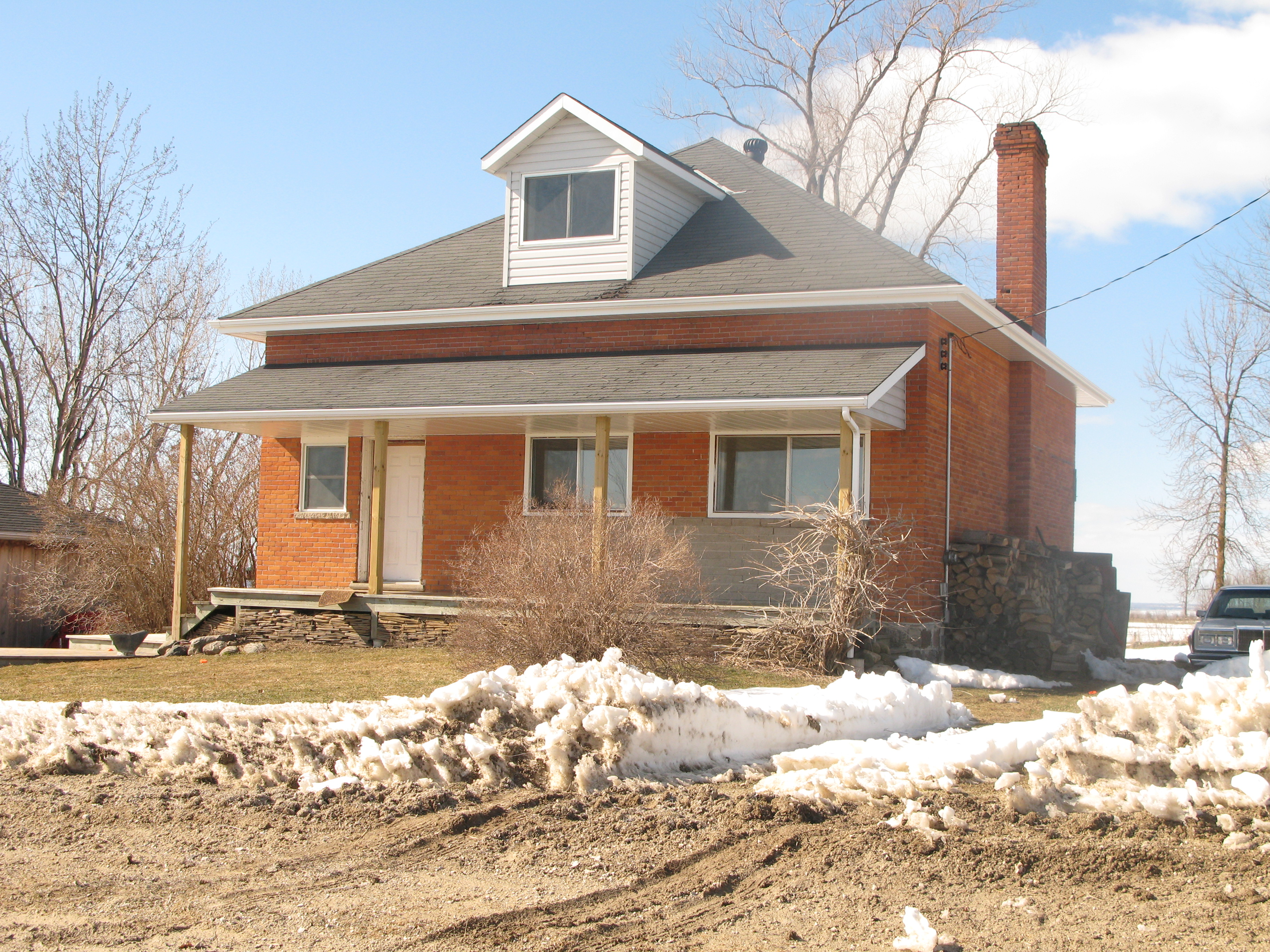
Балаклавська школа (березень 2007)

У 1862 році була побудована школа. Невдовзі після цього ця будівля згоріла, і заняття проводилися в Помаранчевому ордені, доки на місці сучасної будівлі школи не побудували нову школу з деревини. У 1862 році відвідуваність школи в середньому становила 25 учнів. Однак у перші роки багато старших учнів відвідували школу лише взимку, оскільки вони були потрібні вдома на фермі. Балаклавська школа закрилася в червні 1965 року. Учнів перевозили до сусіднього Лейта протягом наступних двох років, аж до 1967 року, коли в Оуен-Саунді відкрили центральну школу Сіденгема.
1 лютого 1890 року відкрито поштове відділення; WH Хант як поштмейстер. Пошта працювала до 30 листопада 1961 року.

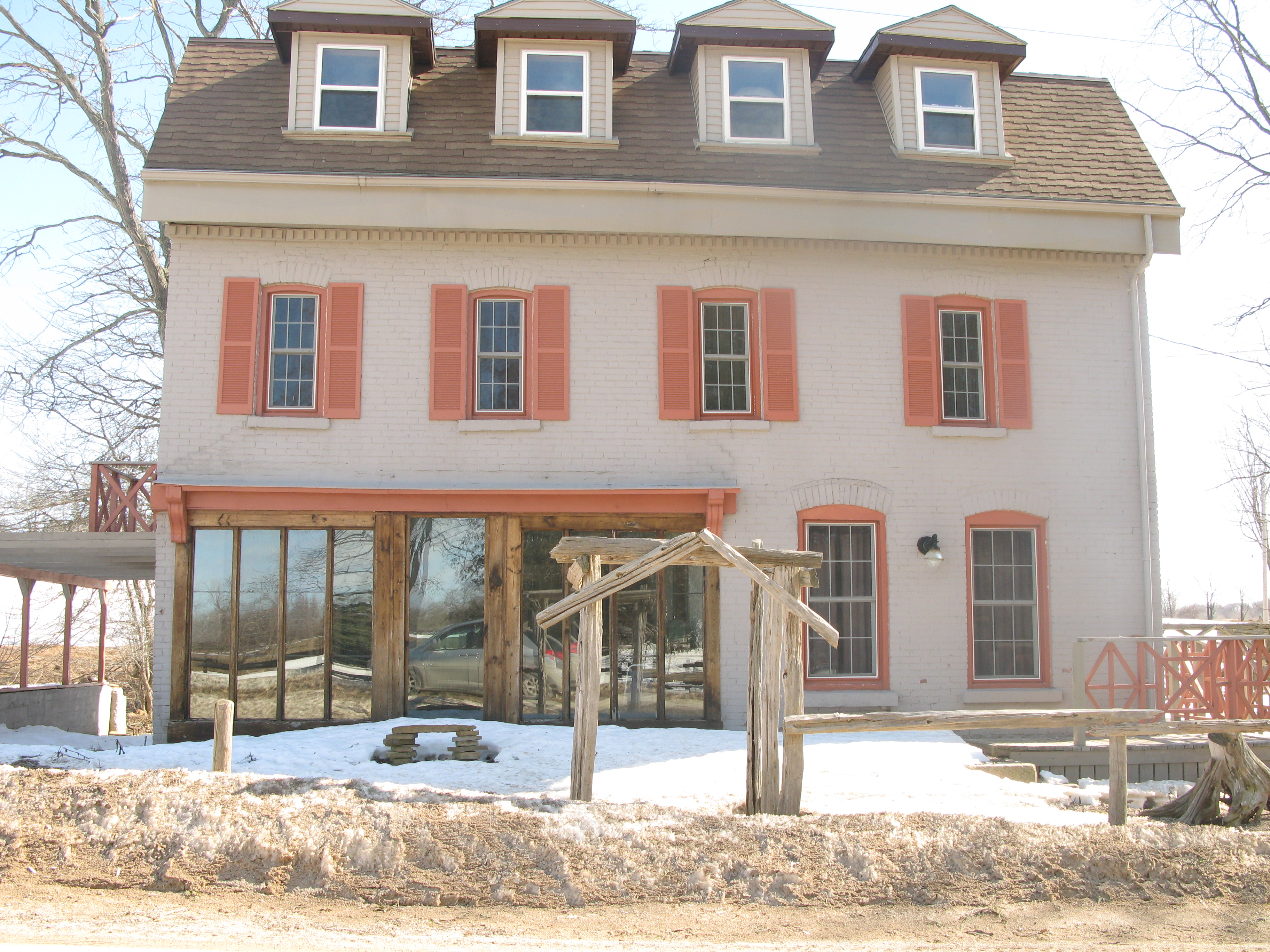
Магазин Балаклави (березень 2007)

Перший універсальний магазин був відкритий у 1860-х роках і належав Джону Кергану. До складу крамниці часто входили поштові відділення. У первісному місці розташування Балаклави крамницями керували численні власники, серед яких Ларрі Хант, Девід Додж і Джордж Говітт. На початку 1900-х років, коли село переїхало на південь, Джон Ватсон відкрив новий магазин у своєму каркасному будинку. Велика цегляна будівля, яка стала універсальним магазином до початку 1960-х років, була побудована в 1919 році. Пан Герб Діксон керував крамницею до 1961 року. Магазин залишався закритим до 1965 року, коли Брюс Кілл відкрив його для літнього бізнесу до 1967 року.
У Балаклаві ніколи не було церкви. Найближчими церквами були Джонстоун Юнайтед, побудована в 1855 році, і Сілкот Юнайтед, побудована в 1877 році. Останньою з них, що залишалася відкритою, була Джонстоун, яка закрилася на початку 1970-х років. Громади переїхали до Аннан Юнайтед, розташованої в місті Аннан, Онтаріо, в шести милях (10 км) на південний захід від Балаклави, і Вудфорд Юнайтед, розташованої приблизно в 10 милях (20 км) на південний схід.

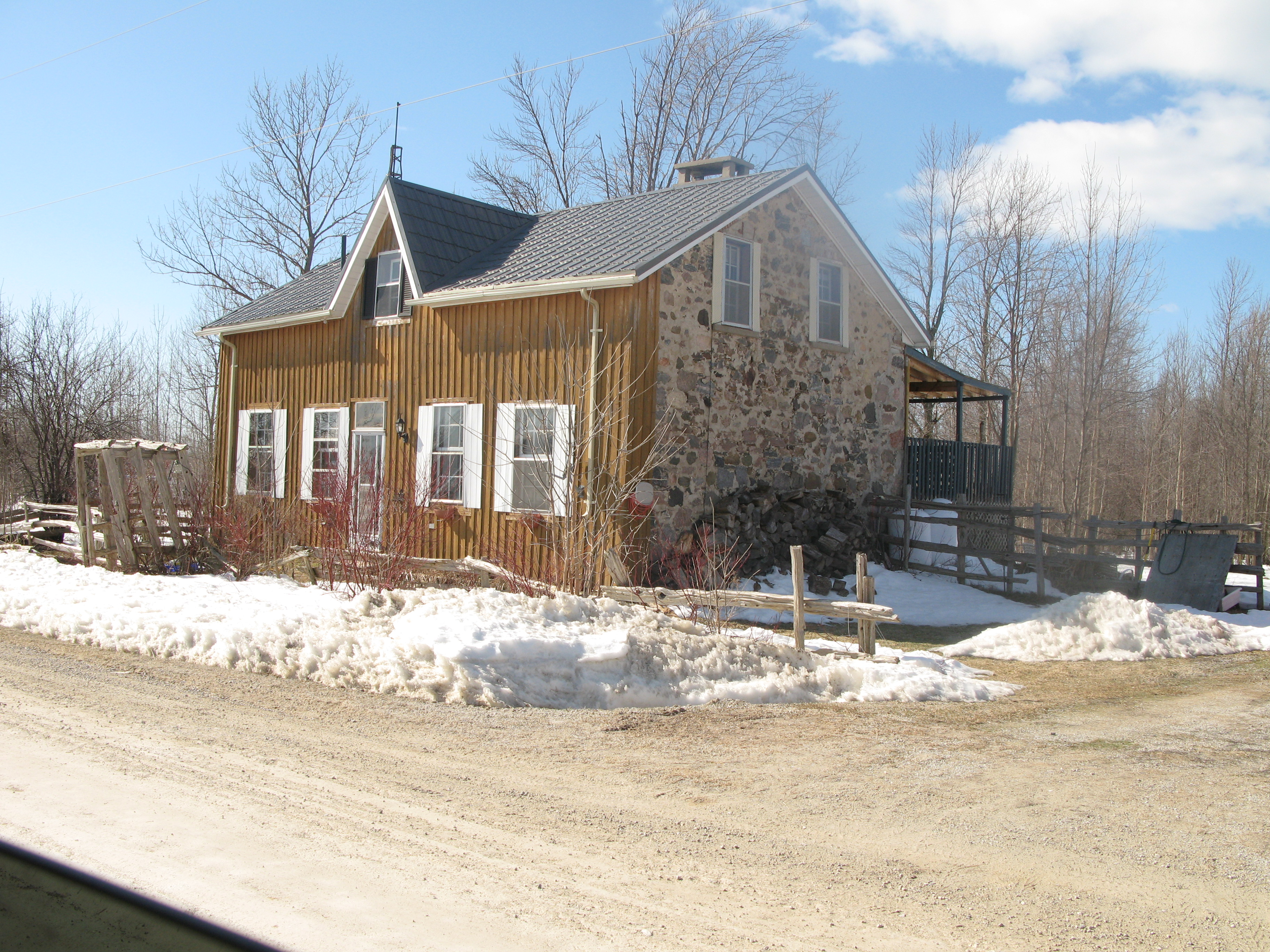
Оригінальна пошта Балаклави

На початковому місці Балаклави працювала принаймні одна ковальська майстерня. Коли село переїхало, на ділянці 8 концесії C було побудовано нове. Джон Лурі перебрав магазин у 1920-х роках і продовжував працювати в 1970-х роках.
Телефонна компанія була створена в 1912 році для з'єднання з телефонною компанією «Белл» (Bell Canada) в Оуен-Саунді. Кожен з 34 перших абонентів заплатив 35 доларів за підключення, і протягом усього літа проводилися «бджолині роботи» для встановлення стовпів. Було три лінії: 695, 696 і 697. Лінія працювала до 1960 року, коли її викупила компанія Bell. Після цього комутаторну систему було замінено на цифрову.
Свого часу в Балаклаві було дві кузні, деревообробний цех, пошта, три магазини, готель.

## Занепад
Економіці Балаклави було завдано серйозного удару в 1942 році, коли уряд Канади придбав 17 500 акрів (68 км2), щоб створити те, що стало відомим як танковий полігон Міфорд (LFCATC Meaford). Це призвело до виселення десятків місцевих селянських родин. Місцевість вважалася ідеальною для військових навчань, оскільки на ній були вапнякові скелі, відкрита місцевість і густі зарості чагарників. Територія також перемежовувалася цілорічним болотом, озером і 22-кілометровою береговою лінією на сході і півночі.

## Спорт
За всю свою історію Балаклава мала сильні спортивні традиції. Місцеві молоді люди працювали цілий день, а вечорами грали в крикет, футбол (футбол), софтбол і хокей.
Команди з крикету були організовані ще наприкінці 1850-х років, а перший міський матч відбувся в 1864 році в Балаклаві. Джордж старший і Джон Скотт були сильними гравцями цієї команди.
У 1920-1930-х роках футбол був улюбленим видом спорту. Членами команди Балаклави 20-х років були Вальтер Скотт, Дункан Моултон, Лютер Клар, Норм Уотертон, Бен Джонстон, Роберт Лур'є, Джордж Фрейзер, Вілл Моултон, Роберт Уотсон, Альберт Лейкок і Майк Робертсон. Наприкінці 1930-х років Балаклава приєдналася до футбольної ліги Сіденхема, до якої входили команди з Аннана, Богнора та Стратавена. Балаклава виграла чемпіонат у 1938 році. Далі вони зіграли з командою Оуен-Саунд, яка виграла чемпіонат у своїй лізі. Хоча «Оуен-Саунд» мав всі шанси на перемогу, «Балаклаві» вдалося перемогти їх з рахунком 1:0.
До 1940-х років домінуючим видом спорту став хокей. У сезоні 1946/47 Балаклава увійшов до команди Сільської хокейної ліги, до якої входили команди з Вудфорда, Чатсворта, Кілсіта, Тари та Алленфорда. Балаклава виграла лігу, а на святковому бенкеті гостями виступили Сіл Еппс і Гас Боднар. Членами цієї команди чемпіонату були Ллойд Спенс, Гарольд Скотт, Джим Лемон, Норм Белл, Кен Спенс і Том Джонсон, Г. Еббот (тренер), В. Спенс, Гордон Скотт, Карл Спенс, Елгін Ванвік, Ерл Спенс, Расс Фаркухарсон та Ернест Ванвік (менеджер).
Команди з крикету були організовані ще наприкінці 1850-х років, а перший міський матч відбувся в 1864 році в Балаклаві. Джордж старший і Джон Скотт були сильними гравцями цієї команди.
У 1950—1970 роках у Балаклаві мало займалися спортом. Молодь часто збиралася вдома у Гарольда і Дорін Скотт на бейсбольні матчі або у Джима і Лоррейн Лемон на імпровізовані футбольні чи хокейні матчі. Це був період, коли відбувалося розширення та об'єднання шкіл.
У середині 1970-х троє місцевих молодих людей — Лейн Лемон, Пол Скотт і Ллойд Мітчелл — заснували гурт «Балаклавські палії» (Balaclava Burners). До цієї команди приєдналися люди з Лейта, Аннана і навіть Оуен-Саунду. Оскільки найближчий цілорічний льодовий майданчик знаходився в Оуен-Саунді, тренування та ігри часто проводилися там, хоча команда також грала в Кіді, Чатсворті, Кілсіті та Віартоні. Членами команди у 1987 році були (зліва направо знизу): Гарі Тоттенхем, Джо О'Рейлі, Кен Моррісон, Пет Мур і Стів Хіскокс; і (зліва направо зверху): Джефф Моррісон (менеджер з обладнання), Пол Джей Скотт, Лейн Лемон, Крейг Стівенс, Скотт Девіс, Тед Ван Балком, Пол Сміт, Тім Г'юз, Бев Девідсон, Джим Едмонстоун і Джефф Харрон (керував через відсторонення).

## Культура

### Джем з Великих озер
Наприкінці серпня 2004 року виконавчий продюсер Вольфганг Зіберт організував триденний рок-фестиваль на вершині гори Кофін-Гілл, за 3 кілометри на захід від Балаклави, звідки відкривається панорамний вид на Грузинську бухту. На 168 гектарах (415 акрах) пагорбів основного майданчика було облаштовано наметове містечко, вбиральню та душові кабіни.

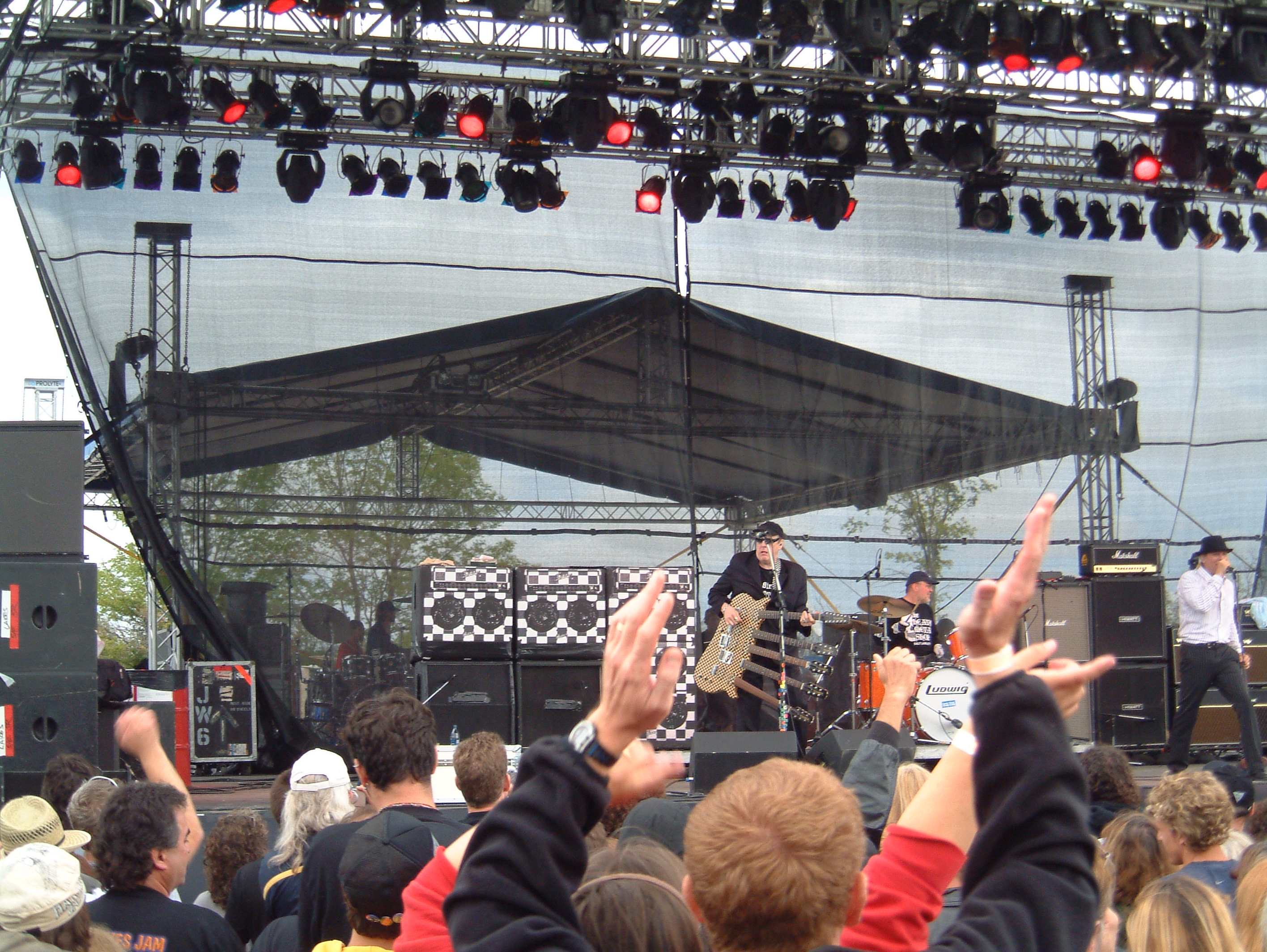
Джем з Великих озер

Починаючи з 27 серпня, на фестивалі серед інших брали участь Еліс Купер, Джо Волш, The B-52's, Джонні Вінтер, Creedence Clearwater Revisited, Blue Öyster Cult, Steppenwolf, Кім Мітчелл, Рік Деррінджер і Cheap Trick.
Частина доходів від заходу мала піти до Асоціації скотарів округу Грей, а також до служби швидкої допомоги Св. Джона, яка будувала новий навчальний центр та офіс під назвою «Дім Еда Тоттенхема» в Оуен-Саунді.
План Зіберта полягав у тому, щоб на цьому місці щоліта влаштовувати подальші концерти. Однак місцева громадська група заблокувала його плани через неналежні дозволи та занепокоєння щодо транспортних потоків, і майбутні концерти були припинені, доки ці занепокоєння не будуть вирішені.

## Розвиток житлового будівництва
Поблизу Балаклави ведеться будівництво двох житлових комплексів. Queen's Bush розташований за 2,4 кілометра (1,5 милі) на північ, північний схід. Birches є частиною Eagle Ridge Developments і розташоване за 4 кілометри (2,5 милі) на північ, північний захід.